# Euagathis flavominuta
Euagathis flavominuta is een insect dat behoort tot de orde vliesvleugeligen (Hymenoptera) en de familie van de schildwespen (Braconidae). De wetenschappelijke naam van de soort werd voor het eerst geldig gepubliceerd door Simbolotti & van Achterberg in 1995.